# Pedrosillo de los Aires (kommunhuvudort)
Pedrosillo de los Aires är en kommunhuvudort i Spanien.   Den ligger i provinsen Provincia de Salamanca och regionen Kastilien och Leon, i den centrala delen av landet, 170 km väster om huvudstaden Madrid. Pedrosillo de los Aires ligger 961 meter över havet och antalet invånare är 401.
Terrängen runt Pedrosillo de los Aires är huvudsakligen platt, men åt sydväst är den kuperad. Runt Pedrosillo de los Aires är det mycket glesbefolkat, med 6 invånare per kvadratkilometer. Närmaste större samhälle är Guijuelo, 17,7 km söder om Pedrosillo de los Aires. Trakten runt Pedrosillo de los Aires består i huvudsak av gräsmarker.